# Biblioteca comunale di Busto Arsizio
La biblioteca comunale Gian Battista Roggia è una biblioteca pubblica della città di Busto Arsizio, in provincia di Varese, fondata nel 1950 e avente un patrimonio di oltre 215 000 documenti. Fa parte del Sistema bibliotecario Busto Arsizio-Valle Olona, di cui è Centro Sistema, e aderisce alla Rete bibliotecaria provinciale di Varese.

## Storia

### La Biblioteca Circolante di Busto Arsizio
Escludendo la Biblioteca capitolare di San Giovanni Battista, utilizzata prevalentemente dal clero, la prima biblioteca di Busto Arsizio che metteva il proprio patrimonio a disposizione dei cittadini fu la Biblioteca Popolare Circolante di Busto Arsizio, fondata nel 1868 grazie all'iniziativa di Lucio Emilio Salmoiraghi, direttore delle scuole comunali. Questa biblioteca aveva la caratteristica di consegnare i libri direttamente a casa degli iscritti con un prestito della durata di 15 giorni. Dal Catalogo Metodico sappiamo che questa biblioteca possedeva nel suo primo anno di vita 1 400 volumi. Si hanno notizie di questa biblioteca fino al 1876, momento dal quale, fino al 1905 quando venne fondata l'Università e Biblioteca Popolare, la Circolante iniziò una lenta agonia.

### L'Università e Biblioteca Popolare
Nel 1905 venne fondata a Busto Arsizio, in via Roma, per iniziativa di privati cittadini e con il sostegno del Comune, l'Università e Biblioteca Popolare (UBP): in origine contava circa 200 volumi, ma il numero crebbe con gli anni arrivando a 700 nel 1907, 1 300 nel 1909 e 2 200 nel 1913. Anche subito dopo la fine della prima guerra mondiale la collezione della UBP continuò a crescere, arrivando nel 1919 a 4 500 volumi e 700 soci. Nel 1922 i soci superano la soglia del migliaio e i volumi salgono a 6500. Al primo concorso nazionale tra le biblioteche del 1920, la UBP arrivò prima tra le biblioteche popolari per l'opera di riorganizzazione e organizzazione, per la ricchezza e varietà del materiale, per l'assiduità dei lettori e per il programma culturale che portava avanti con costanza. Accanto all'attività della biblioteca vi era quella dell'Università Popolare che aveva l'obiettivo di diffondere la cultura attraverso l'organizzazione di conferenze, concerti, gite istruttive, corsi ed esposizioni d'arte, tanto che nel 1925 l'UBP patrocinò insieme alla Rivista Bustese diretta da Luigi Belotti la Prima mostra bustese di pittura.

### La nascita della biblioteca civica
Durante la seconda guerra mondiale la biblioteca dell'Università Popolare si trovava in uno stato di completo abbandono e necessitava di una riorganizzazione. Dopo anni di richieste da parte dei cittadini e della stampa locale (in particolare da parte della testata La Prealpina) per avere una biblioteca pubblica che fosse liberamente accessibile a tutti i cittadini, il 7 luglio 1950 l'amministrazione comunale di Busto Arsizio deliberò l'istituzione della Biblioteca Civica; contestualmente deliberò l'accettazione del materiale donato dall'Università e Biblioteca Popolare, che si era sciolta il 5 maggio dello stesso anno lasciando, per iniziativa del presidente Bruno Grampa, il suo patrimonio librario in dono al Comune. L'amministrazione comunale nominò un commissario per la stesura di uno statuto e di un preventivo dell spese annuali (stimate in circa un milione e mezzo di lire all'anno) e provvisoriamente il materiale ricevuto in dono rimase depositato presso il Palazzo di Giustizia per i lavori necessari di catalogazione, prevedendo un successivo spostamento presso il nuovo edificio scolastico di via Dante.
Per l'attuazione dell'iniziativa di costituzione della biblioteca civica, fu nominata una commissione formata dal prof. Fabrizio Prandina (assessore alla cultura), il prof. Gaspare Campagna, il prof. Luigi Lovati, l'avvocato Camillo Tosi e Carlo Comerio. Venne nominato come primo direttore della biblioteca il professor Gian Battista Roggia.
Nel gennaio 1951 la catalogazione dei libri della ex Università e Biblioteca Popolare era quasi completata e nel frattempo la nuova biblioteca civica di Busto Arsizio accresceva il proprio patrimonio librario e documentale grazie a donazioni, acquisti di libri di politica, scienza e letteratura e all'abbonamento a 49 riviste.

### La nuova sede in via Zappellini
Con la crescita in termini di numero di volumi e di utenti della biblioteca, il Comune si vide costretto a trovare una nuova e più adeguata sistemazione per la biblioteca civica: nel luglio 1953 furono annunciati dei lavori di sistemazione di Palazzo Marliani-Cicogna, già sede della Corte d'assise, per l'inserimento della biblioteca e di una sala per conferenze pubbliche affacciata sulla via Zappellini. I lavori si conclusero nel settembre dello stesso anno e i lavori di trasferimento di materiali e attrezzature della biblioteca civica iniziarono nel mese di novembre, permettendo la riapertura della biblioteca il 5 dicembre 1953.
Nel mese di luglio 1954 il numero di volumi della biblioteca civica era salito a circa 11 000; venne deciso di operare per la messa in opera di un efficiente sistema di riscaldamento delle sale e una commissione, costituita ad Giacomo Tosi (assessore alla Pubblica Istruzione), Luigi Belotti (presidente de La Famiglia Bustocca), Gaspare Campagna, Giuseppe Castiglio, Vittorio Gallazzi, Pompeo Mancarella
ed Este Milani, fu incaricata, sulla base nel nuovo statuto della biblioteca approvato il 29 gennaio 1954, di provvedere all'acquisto di libri, riviste, attrezzature e arredi su proposta del direttore Roggia.
Domenica 13 novembre 1955, alla presenza del sindaco di Busto Arsizio Giovanni Rossini e con la partecipazione dell'accademico Aristide Calderini, fu inaugurata ufficialmente la biblioteca civica di Busto Arsizio.
A gennaio 1958 il numero di volumi della biblioteca civica era salito a 15 000 anche grazie a importanti donazioni di privati cittadini giunte negli anni precedenti. Nell'ottobre dello stesso anno si contavano già 18 000 volumi, numero che nel 1959 salì oltre la soglia dei 20 000 grazie alla donazione di oltre 2 000 volumi (particolarmente rilevante fu la donazione dell'ingegner Italo Azzimonti che, grazie al sostegno di Ivanhoe Gambini, aveva fatto pervenire alla biblioteca 1 540 nuovi volumi). Nel 1964 si contavano 30 492 volumi, comprendendo anche gli opuscoli, le annate dei periodici e i fascicoli sciolti.

### La nuova sede a Palazzo Marliani-Cicogna

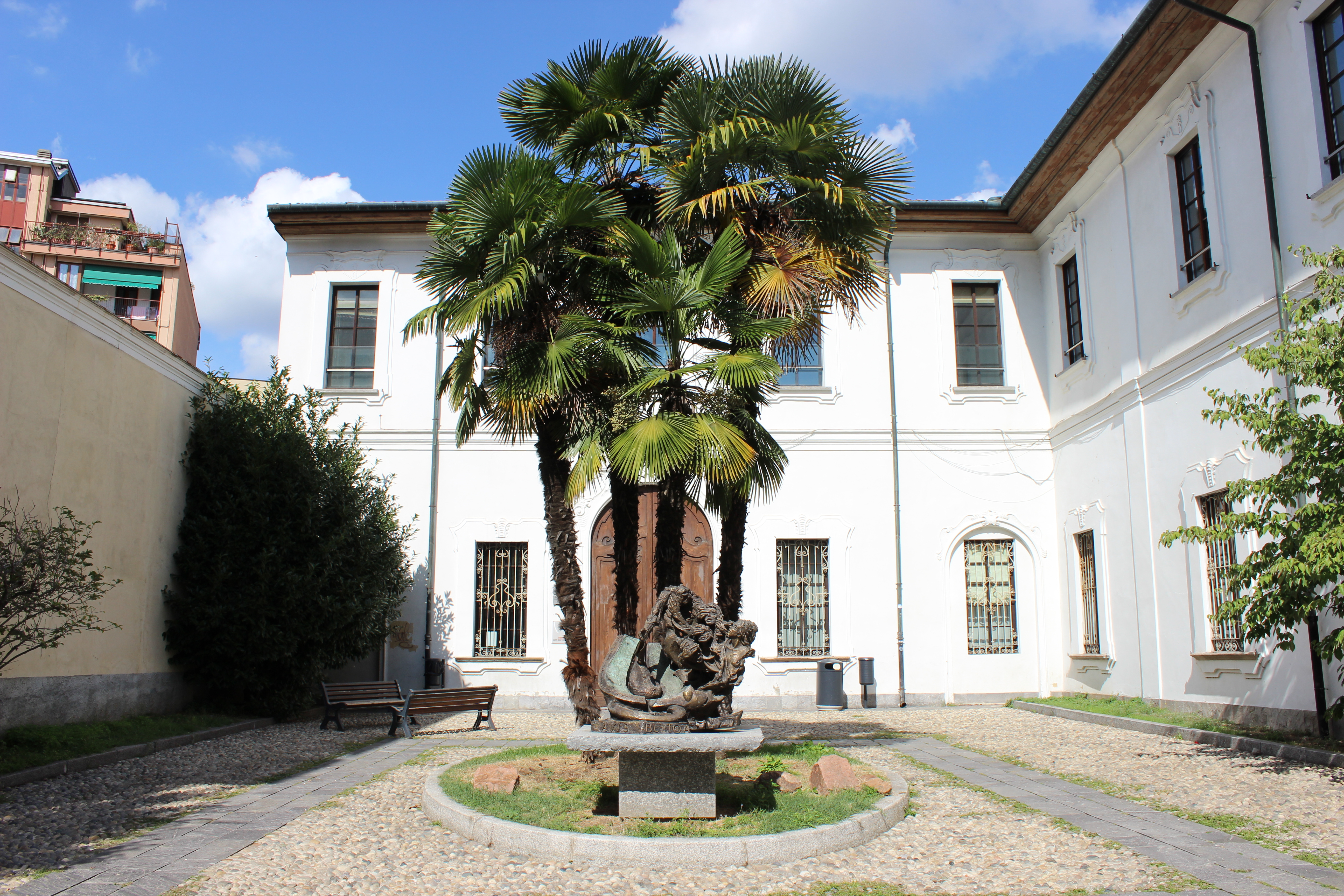
L'ingresso della biblioteca civica di Busto Arsizio nel Palazzo Marliani-Cicogna.

Nel 1970 la biblioteca fu trasferta dalla vecchia sede della Corte d'assise all'adiacente Palazzo Marliani-Cicogna (precedentemente occupato dal Tribunale), mentre nei vecchi spazi della biblioteca si volle realizzare una sala pubblica per conferenze, che venne poi denominata sala Zappellini. Nel 1971 la biblioteca si arricchì della donazione della biblioteca personale del defunto senatore Natale Santero.
Nel settembre 1972 venne bandito un concorso per la ricerca di un nuovo direttore della biblioteca civica.
Nel 1977 il patrimonio librario raggiunse i 111 500 volumi e nel frattempo il ruolo di direttore era stato assunto da Franco Bertolli. Dieci anni dopo, il ruolo di direttore della biblioteca fu affidato a Loredana Vaccani.
Nel novembre del 1992, con il patrimonio librario salito a quota 175 000 volumi, Regione Lombardia concesse il nulla osta per l'istituzione di un nuovo sistema interbibliotecario che comprendesse le biblioteche di Busto Arsizio, Castellanza, Fagnano Olona, Gorla Maggiore, Gorla Minore, Marnate, Olgiate Olona e Solbiate Olona al fine di ridurre i costi di gestione e migliorare i servizi ai cittadini.
Nel 1992 furono eseguiti importanti lavori di ristrutturazione a Palazzo Marliani-Cicogna e nel 1995 gli spazi interni della biblioteca subirono diverse modifiche: la sezione ragazzi fu spostata dal piano terra al primo piano, dove trovò spazio anche la sezione a scaffale aperto della letteratura. Al piano terra furono aperte nuove sale per la consultazione dello studio e della consultazione e l'ingresso fu spostato dal cortile interno del palazzo al portale settecentesco che ancora oggi costituisce l'ingresso principale della biblioteca civica. Tuttavia, a causa del mancato adeguamento alle norme di sicurezza, i locali al piano superiore rimasero chiusi fino alla fine del 2002, quando, in seguito all'adeguamento degli spazi, furono definitivamente aperte al pubblico le sezioni a scaffale aperto per ragazzi e di letteratura per adulti.
Al 31 dicembre 1998 la biblioteca civica contava circa 145 000 volumi, esclusi i numeri dei periodici storici (1 500) e correnti (259), numero salito a 160 000 all'inizio del 2000. Il 4 dicembre 2004 fu inaugurata la nuova sala dedicata alla sezione di storia locale.

### L'ampliamento della biblioteca nella sala Zappellini

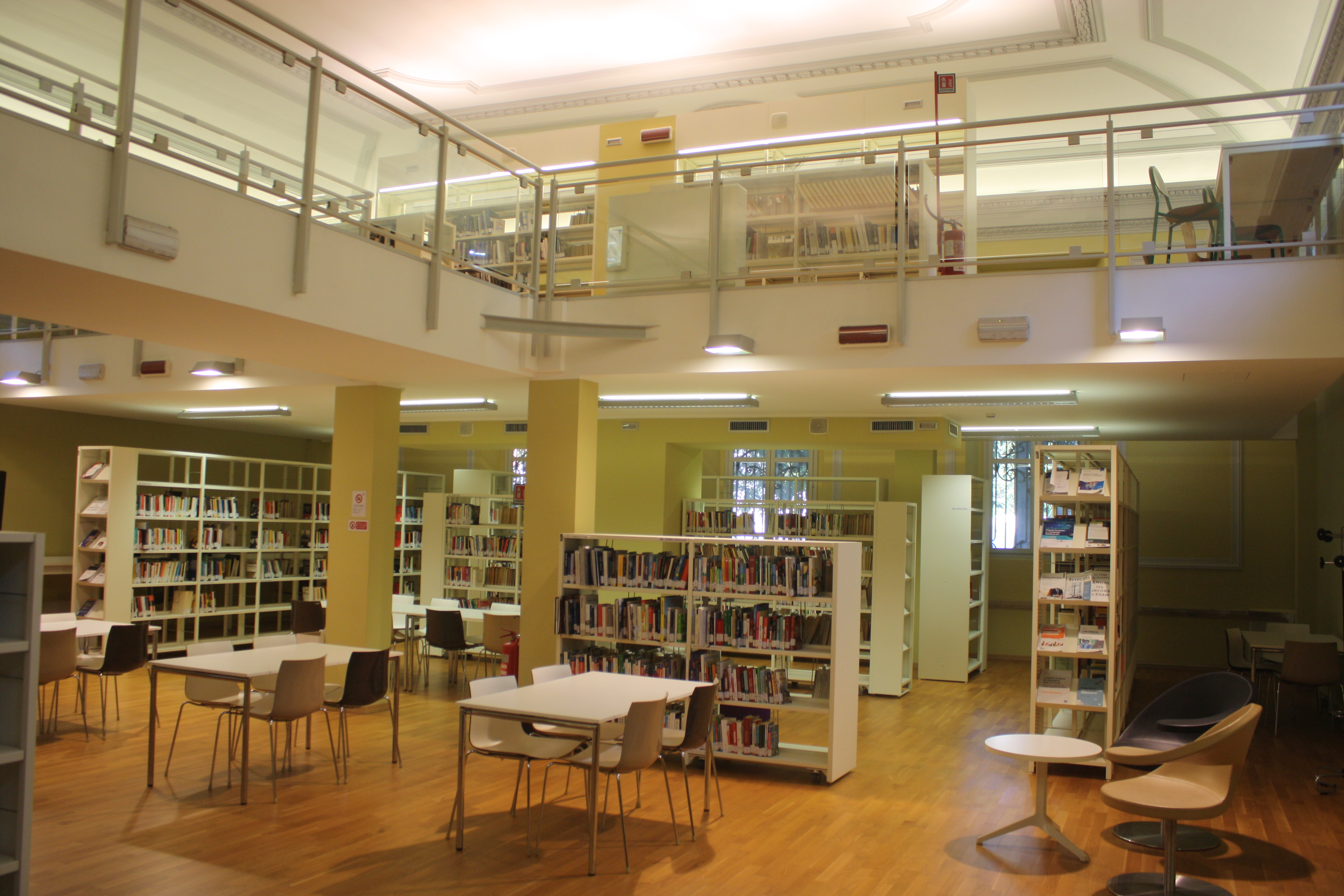
La sala Piero Monaco della biblioteca civica di Busto Arsizio nel luglio 2019.

Nel 2005, viste la crescente richiesta di maggiori spazi per lo studio e la consultazione e la volontà di aumentare il numero di volumi resi disponibili a scaffale aperto, l'amministrazione comunale di Busto Arsizio decise di avviare una serie di lavori di ristrutturazione della sala Zappellini, adiacente alla biblioteca e che già aveva ospitato la biblioteca stessa e ancora prima la Corte d'assise. A giugno 2007 l'amministrazione comunale approvò con una delibera l'ingresso della biblioteca civica di Busto Arsizio nella nuova Rete bibliotecaria della provincia di Varese. Il 4 dicembre 2010 la sala ragazzi al primo piano della biblioteca civica venne intitolata al giornalista Peppino Impastato. Nel luglio del 2011 iniziarono i lavori per la ristrutturazione della sala Zappellini con un investimento di oltre un milione di euro. Il 23 giugno 2012 fu inaugurata la nuova sala della biblioteca, che andò ad accogliere i libri di saggistica pubblicati dopo il 2009, e per la cui intitolazione si scelse il nome di Piero Monaco, imprenditore attento all'istruzione dei più giovani. Contestualmente l'intera biblioteca fu intitolata a Gian Battista Roggia, primo direttore della stessa.
Ad aprile 2016 la direttrice della biblioteca Loredana Vaccani, che aveva ricoperto tale ruolo per quasi trent'anni, andò in pensione e nel febbraio 2018 il ruolo fu assunto da Claudia Giussani, ex coordinatrice del sistema bibliotecario consortile Antonio Panizzi di Gallarate.

### La nuova organizzazione degli spazi del 2019
Nell'agosto del 2019 sono iniziati i lavori di riorganizzazione degli spazi e di sistemazione di alcuni locali della biblioteca di Busto Arsizio secondo un progetto, presentato il 4 luglio dello stesso anno, risultato di un focus group che ha coinvolto associazioni, scuole, amministrazione comunale, studenti e altri utenti della biblioteca.
Nel 2019 viene inoltre approvato un progetto definitivo per il recupero dello stabile vecchie carceri, adiacenti alla biblioteca, da utilizzarsi come polo culturale per la consultazione di libri e materiali multimediali.

## Fondi speciali

### Fondo antico
Il fondo antico della biblioteca comunale di Busto Arsizio circa 4000 volumi stampati prima del XX secolo, tra i quali anche alcune cinquecentine (26 opere per un totale di 32 volumi). Tra le opere più rilevanti si possono citare l'Encyclopédie di Diderot e d'Alembert, un'edizione del 1602 dell'Architettura del Vignola, la prima edizione delle Provinciales di Blaise Pascal, alcuni messali, le prime edizioni delle Memorie su Milano (1760-71) di Giorgio Giulini, della Storia di Milano di Pietro Verri, Busto Arsizio - notizie storico-statistiche di Luigi Ferrario (1860).

### Fondo Università e Biblioteca Popolare
Si tratta del primo nucleo di libri che ha dato vita alla biblioteca civica di Busto Arsizio nel 1950. In città nella prima metà del XX secolo esistevano alcune biblioteche private, tra cui quella dell'Università Popolare che aveva sede presso l'allora Palazzo di Giustizia (edificio oggi noto come Palazzo Marliani-Cicogna, sede dell'attuale biblioteca comunale e delle civiche raccolte d'arte).  La collezione di quella biblioteca è arrivata sino ad oggi e costituisce, per l'appunto, il fondo UBPO.

### Fondo Silvio Gambini
Il fondo Silvio Gambini, collocato in parte nella sezione di storia locale della biblioteca e in parte nel deposito, è costituito dalla documentazione relativa all'attività professionale dell'omonimo architetto, da documenti, fotografie (di famiglia, di viaggi e delle sue opere), corrispondenza privata, attestati, disegni e progetti di alcune delle sue opere (per la maggior parte successive alla prima guerra mondiale). Nello specifico il fondo, con pezzi dalla datazione compresa tra il 1900 e il 1948, comprende 1600 fogli di schizzi, disegni e tavole relativi a 270 progetti, 230 fotografie, 10 cartoline illustrate, lastre fotografiche in vetro raffiguranti ville, case ed edicole funebri, 1000 fogli di schizzi e disegni di soggetti vari, lettere private, preventivi, conti e carte d'ufficio raccolti in 100 cartelle, documentazione personale (236 foto di famiglia, 69 scatolette con lastre fotografiche in vetro, 226 lettere, cartoline, certificati e contabilità personale). A completare l'archivio vi sono 256 volumi di letteratura e architettura e 114 periodici di edilizia, architettura e design.
Tra i documenti più rilevanti del fondo, oltre ai disegni originali dei suoi progetti, si trova il libro Ferri moderni. Idee e schizzi, pubblicato dallo stesso Gambini nel 1914 e consistente in una raccolta di disegni di elementi in ferro battuto.

### Fondo Gaetano Crespi Legorino
Il fondo Gaetano Crespi Legorino è costituito da documenti di vario genere appartenuti all'omonimo poeta. Si trovano fotografie, ritratti, cartoline, biglietti e lettere che testimoniano i suoi legami di amicizia con personaggi cardine del mondo culturale dell'epoca come il poeta Trilussa, Giuseppe Verdi, Arrigo Boito, Antonio Fogazzaro e Achille Ratti. Qui si trovano anche alcune tra le sue opere più celebri come le Poesie in dialetto milanese e in veracolo bosino del 1897 e il Canzoniere milanese del 1903.

### Fondo Bruno Grampa
Il fondo Bruno Grampa deriva da una donazione del 2009 della famiglia dell'omonimo medico, molto attivo nella vita culturale cittadina essendo stato tra i fondatori dell'associazione La Famiglia Bustocca, del Lions Club Busto Arsizio Host e del Magistero dei Bruscitti e avendo collaborato con numerose riviste e periodici locali. Dei 600 documenti appartenuti a questo grande studioso di storia locale, sono stati selezionati i più significativi: tra questi i documenti da lui raccolti sulla storia di Busto Arsizio come foto storiche e cartoline, locandine di spettacoli teatrali e manifesti, alcuni documenti privati (come il permesso di circolazione concessogli come medico durante il coprifuoco) e alcune sue pubblicazioni, tra cui la più celebre è Pagine di vita bustese del 1927. Fa parte di questo fondo anche una copia appartenuta a Grampa del libro di Luigi Ferrario Busto Arsizio - Notizie storico-statistiche.

### Fondo Max Croci
Il fondo Max Croci è arrivato alla biblioteca di Busto Arsizio nell'autunno del 2019. Il fondo è costituito dalla personale videoteca del regista bustocco, venuto a mancare nel novembre 2018, donata dalla madre al comune. Il fondo conta circa 3 000 titoli.

### Altri fondi
Altri fondi derivano da grosse donazioni o cessioni di materiale librario e audiovisivo. Tra questi, si ricordano il Fondo Università e Biblioteca Proletaria, il Fondo Istituto Fascista di Cultura, il Fondo Fascio femminile di Busto Arsizio, il Fondo Fascio di Milano, il Fondo Filodrammatica Manzoni, il Fondo Avventura e il Fondo Storico Ragazzi.